# بيغ تيمبر
بيغ تيمبر (مونتانا) (بالإنجليزية: Big Timber, Montana)‏ هي مدينة تقع في الولايات المتحدة في مقاطعة سويت غراس، مونتانا. يقدر عدد سكانها بـ 1,641 نسمة ومساحتها 2.46 كم2 وترتفع عن سطح البحر 1,247 متر.

## التركيبة السكانية
قام مكتب تعداد الولايات المتحدة بتحديد بيانات التركيبة السكانية لبيغ تيمبرفي تعداد الولايات المتحدة. في ما يلي، التركيبة السكانية حسب تعدادي 2000 و2010.

### تعداد عام 2000
بلغ عدد سكان بيغ تيمبر 1,650 نسمة بحسب تعداد عام 2000، وبلغ عدد الأسر 711 أسرة وعدد العائلات 430 عائلة مقيمة في المدينة. في حين سجلت الكثافة السكانية 1,752.6 نسمة لكل ميل مربع (676.7/كم2). وبلغ عدد الوحدات السكنية 812 وحدة بمتوسط كثافة قدره 862.5 نسمة لكل ميل مربع (333.0/كم2).
وتوزع التركيب العرقي للمدينة بنسبة 96.61% من البيض و 0.79% من الأمريكيين الأصليين و 0.30% من الأمريكيين ذوي الأصول الآسيوية و 0.06% من سكان جزر المحيط الهادئ و 1.52% من عرقين مختلطين أو أكثر.
بلغ عدد الأسر 711 أسرة كانت نسبة 27.8% منها لديها أطفال تحت سن الثامنة عشر تعيش معهم، وبلغت نسبة الأزواج القاطنين مع بعضهم البعض 52.2% من أصل المجموع الكلي للأسر، ونسبة 5.5% من الأسر كان لديها معيلات من الإناث دون وجود شريك، وكانت نسبة 39.5% من غير العائلات. تألفت نسبة 34.7% من أصل جميع الأسر من أفراد ونسبة 19.4% كانوا يعيش معهم شخص وحيد يبلغ من العمر 65 عاماً فما فوق. وبلغ متوسط حجم الأسرة المعيشية 2.92، أما متوسط حجم العائلات فبلغ 2.24.
بلغ العمر الوسطي للسكان 42 عاماً. وكانت نسبة 23.7% من القاطنين تحت سن الثامنة عشر، وكانت نسبة 6.6% بين الثامنة عشر والأربعة وعشرون عاماً، ونسبة 23.2% كانت واقعةً في الفئة العمرية ما بين الخامسة والعشرون حتى والأربعة وأربعون عاماً، ونسبة 23.7% كانت ما بين الخامسة والأربعون حتى الرابعة والستون، ونسبة 22.8% كانت ضمن فئة الخامسة والستون عاماً فما فوق. يوجد لكل 100 أنثى 96.4 ذكر، ويوجد لكل 100 أنثى في الثامنة عشر من عمرها فما فوق 91.9 ذكر.
بلغ متوسط دخل الأسرة في المدينة 30,595 دولار، أما متوسط دخل العائلة فبلغ 38,869 دولار. وكان متوسط دخل الذكور 29,000 دولار مقابل 17,596 دولار للإناث. وسجل دخل الفرد الخاص بالمدينة 17,569 دولار. وكانت نسبة 9.3% من العائلات ونسبة 10.8% من السكان تحت خط الفقر، وكان من هؤلاء نسبة 15.9% تحت سن الثامنة عشر ونسبة 7.6% في الخامسة والستين من العمر وما فوق.

### تعداد عام 2010
بلغ عدد سكان بيغ تيمبر 1,641 نسمة بحسب تعداد عام 2010، وبلغ عدد الأسر 751 أسرة وعدد العائلات 429 عائلة مقيمة في المدينة. في حين سجلت الكثافة السكانية 1,783.7 نسمة لكل ميل مربع (688.7/كم2). وبلغ عدد الوحدات السكنية 933 وحدة بمتوسط كثافة قدره 1,014.1 لكل ميل مربع (391.5/كم2).
وتوزع التركيب العرقي للمدينة بنسبة 95.9% من البيض و 0.5% من الأمريكيين الأصليين و 0.7% من الأمريكيين ذوي الأصول الآسيوية و 0.1% من سكان جزر المحيط الهادئ و 0.1% من الأمريكيين الأفارقة و 2.3% من عرقين مختلطين أو أكثر.
بلغ عدد الأسر 751 أسرة كانت نسبة 28.0% منها لديها أطفال تحت سن الثامنة عشر تعيش معهم، وبلغت نسبة الأزواج القاطنين مع بعضهم البعض 43.5% من أصل المجموع الكلي للأسر، ونسبة 9.5% من الأسر كان لديها معيلات من الإناث دون وجود شريك، بينما كانت نسبة 4.1% من الأسر لديها معيلون من الذكور دون وجود شريكة وكانت نسبة 42.9% من غير العائلات. تألفت نسبة 38.7% من أصل جميع الأسر من أفراد ونسبة 20.9% كانوا يعيش معهم شخص وحيد يبلغ من العمر 65 عاماً فما فوق. وبلغ متوسط حجم الأسرة المعيشية 2.82، أما متوسط حجم العائلات فبلغ 2.13.
بلغ العمر الوسطي للسكان 45.5 عاماً. وكانت نسبة 23.1% من القاطنين تحت سن الثامنة عشر، وكانت نسبة 5.8% بين الثامنة عشر والأربعة وعشرون عاماً، ونسبة 20.8% كانت واقعةً في الفئة العمرية ما بين الخامسة والعشرون حتى والأربعة وأربعون عاماً، ونسبة 25.2% كانت ما بين الخامسة والأربعون حتى الرابعة والستون، ونسبة 25.2% كانت ضمن فئة الخامسة والستون عاماً فما فوق. وتوزع التركيب الجنسي للسكان بنسبة 48.5% ذكور و51.5% إناث.